# Syrovice
Syrovice jsou obec v okrese Brno-venkov v Jihomoravském kraji. Jejich katastrální území má rozlohu 827 ha. Žije zde přibližně 2 100 obyvatel.
Jedná se o vinařskou obec ve Znojemské vinařské podoblasti (viniční tratě Stará hora, Nad Mlýnem).

## Popis a vybavenost obce
Obcí, která se rozkládá v Dyjsko-svrateckém úvalu, protéká potok Syrůvka, jenž zde také pramení a zásobuje vodou zdejší rybník, nacházející se na jižním okraji vesnice. Při jižním břehu rybníka se nachází budova bývalého vodního mlýna.
Dominantou celé obce je zdejší farní kostel svatého Augustina, při němž se nachází také zdejší hřbitov. V obci sídlí místní sdružení Moravské hasičské jednoty, T.J. Sokol Syrovice, zemědělské družstvo, základní škola 1. stupně, mateřská škola a lihovar.
V obci se každoročně koná pouťová slavnost v polovině měsíce července a Augustinské hody konané poslední víkend v srpnu.

## Název
Na vesnici bylo přeneseno původní pojmenování jejích obyvatel Syrovici odvozené od osobního jména Syr (totožného s obecným syr – "syrý, syrový"). Význam místního jména byl „Syrovi lidé“. Do němčiny bylo jméno přejato zprvu jako Zurowitz, později Syrowitz a Serowitz.

## Historie
První písemná zmínka o obci pochází z roku 1294 (Zurowiz).
Až do zrušení poddanství se Syrovice dělily na 3 díly s rozdílnou vrchností. K 1. červenci 1980 došlo k integraci obcí Bratčice, Ledce, Sobotovice a Syrovice pod společný místní národní výbor v Syrovicích, aniž by formálně došlo ke sloučení obcí v jednu. V integrovaném místním národním výboru měly Sobotovice 13 zástupců, Ledce 14, Bratčice 21, a Syrovice 24. Roku 1990 se pak všechny obce opětovně osamostatnily.

## Obyvatelstvo
| Rok            | 1869 | 1880 | 1890 | 1900 | 1910 | 1921 | 1930  | 1950  | 1961  | 1970  | 1980 | 1991 | 2001 | 2011  | 2021  |
| -------------- | ---- | ---- | ---- | ---- | ---- | ---- | ----- | ----- | ----- | ----- | ---- | ---- | ---- | ----- | ----- |
| Počet obyvatel | 627  | 690  | 773  | 835  | 884  | 906  | 1 002 | 1 011 | 1 096 | 1 083 | 982  | 946  | 971  | 1 382 | 1 917 |
| Počet domů     | 88   | 108  | 122  | 140  | 167  | 173  | 219   | 253   | 254   | 268   | 268  | 303  | 312  | 456   | 616   |

Vývoj počtu obyvatel

## Obecní správa

### Obecní symboly
Znak a vlajka byly obci uděleny rozhodnutím předsedy Poslanecké sněmovny Parlamentu České republiky dne 9. dubna 2002.

## Pamětihodnosti
- pozdně barokní kostel svatého Augustina z roku 1775
- boží muka u silnice do Bratčic
- krucifix u kostela

## Osobnosti
- P. Bonifác Václav Vajda OSB (1839–1898) – čestný občan[zdroj⁠?!]
- P. Augustinus Aloisius Vrzal OSB (pseudonym A. G. Stín) (1864–1930) – spisovatel, čestný občan[zdroj⁠?!]

## Galerie

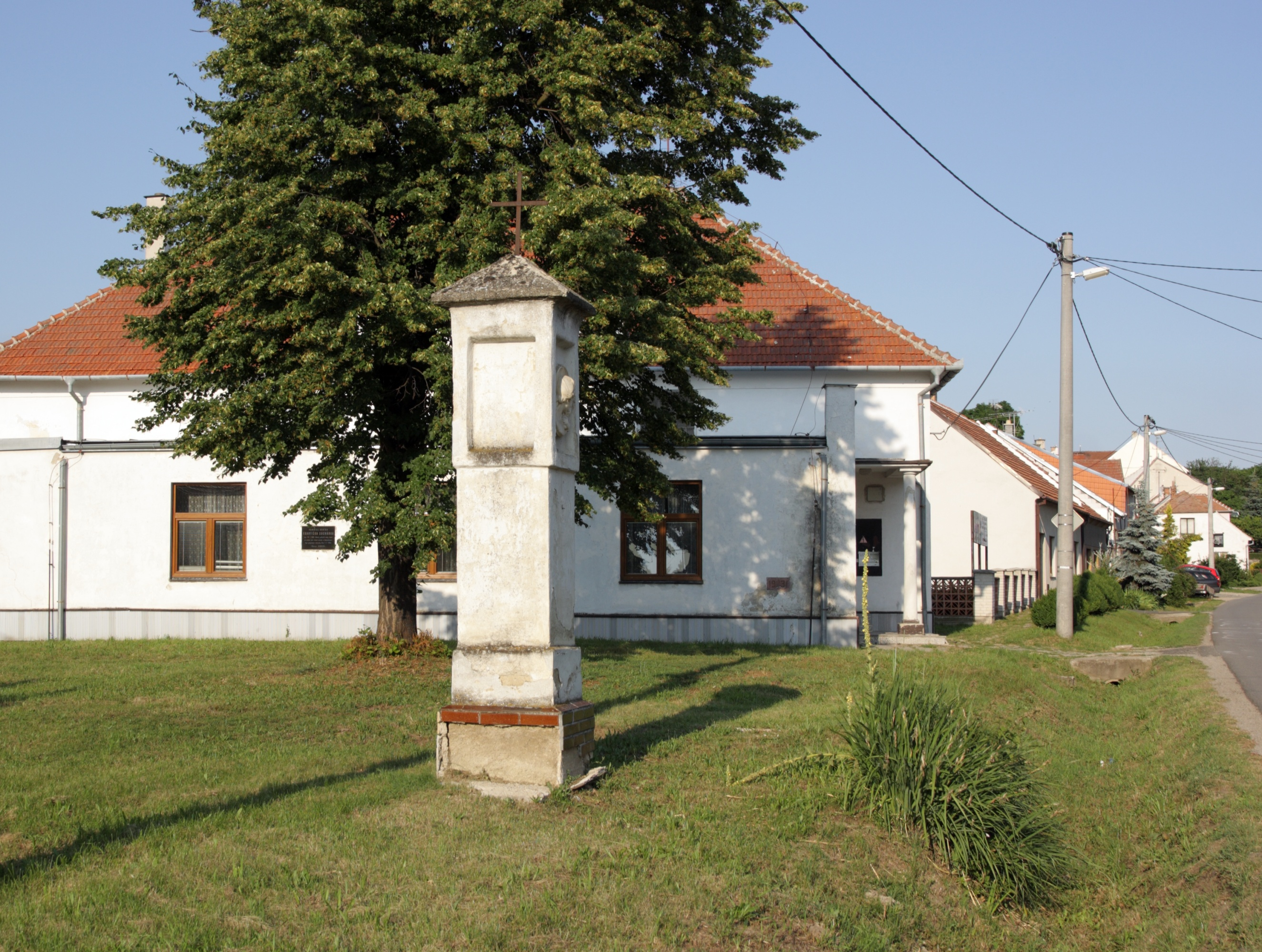
sokolovna a boží muka
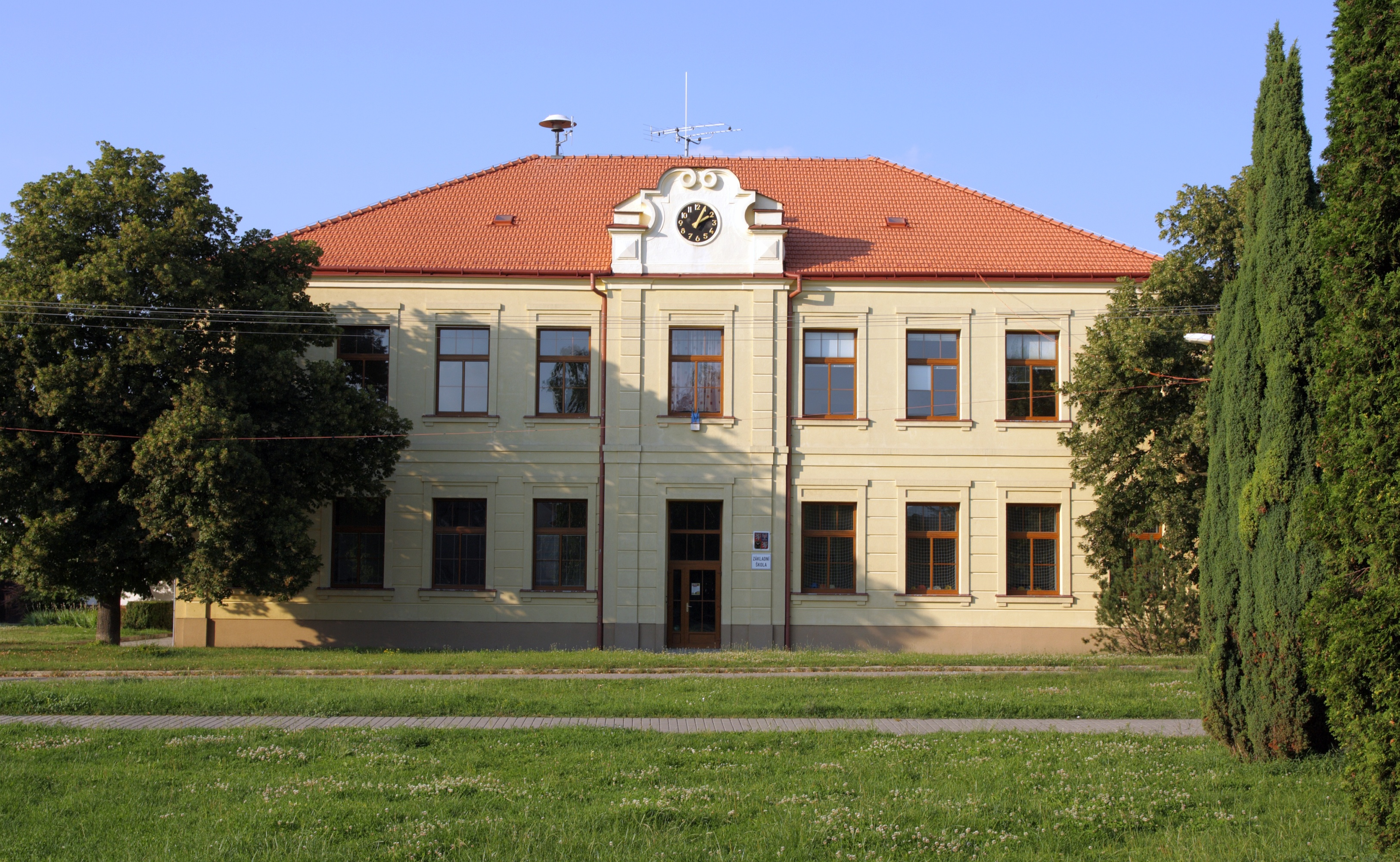
základní škola
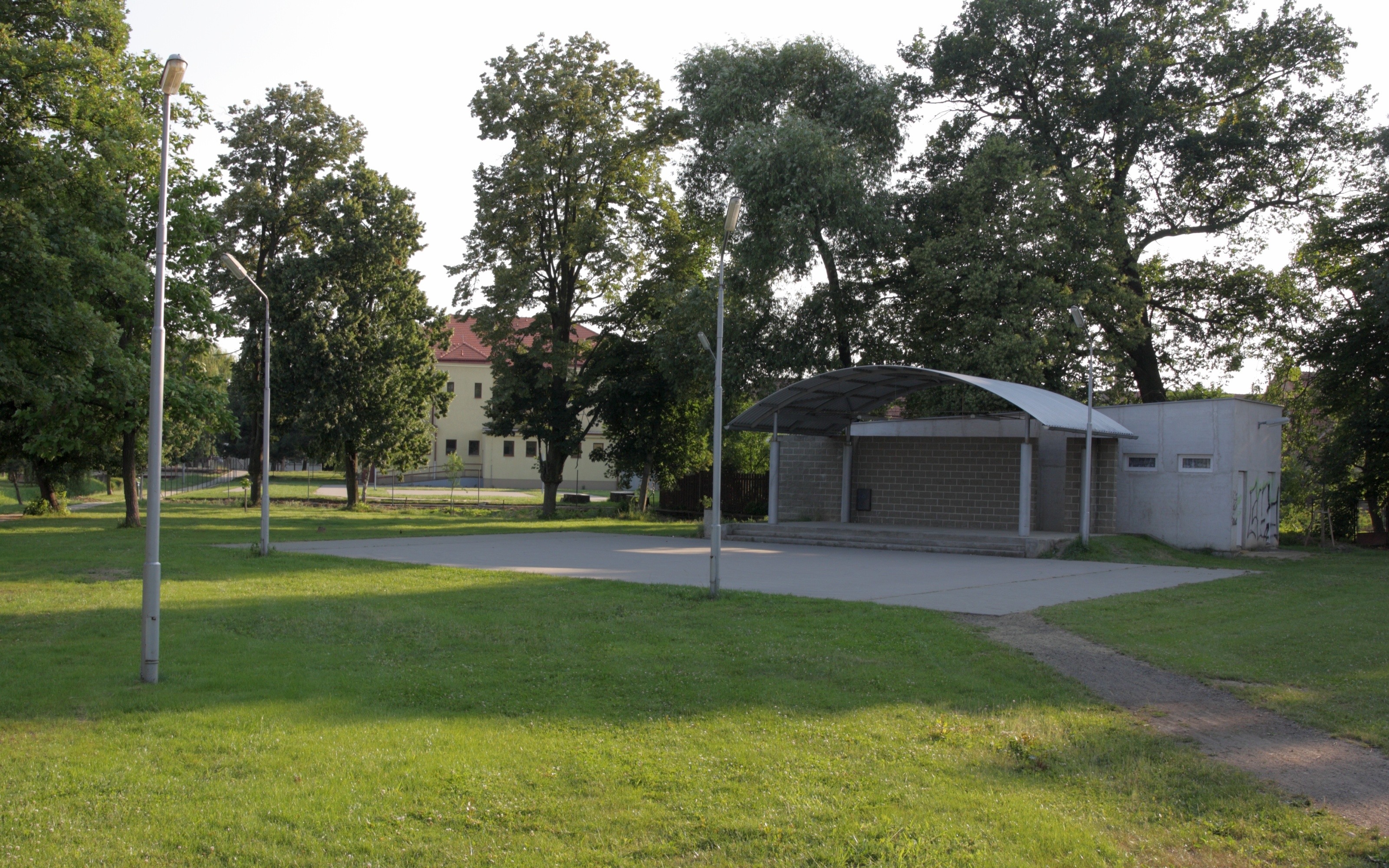
náves